# 실종 및 살해된 원주민 여성
실종 및 살해된 원주민 여성(영어: Missing and murdered Indigenous women; MMIW)은 북아메리카, 특히 캐나다에서 부각되고 있는 문제다. 이누이트, 메티스, 퍼스트 네이션 등 원주민 공동체가 이 문제의 직접적 영향을 받는다. MMIW는 캐나다의 국가적 위기로 여겨진다. 캐나다의 원주민 여성들은 모든 형태의 폭력에 노출되어 있으며, 캐나다의 여성 살해 피해자 중 유의미하게 과중한 비율을 차지하고, 다른 여성들에 비해 실종 확률도 높다.
캐나다에서 실종되거나 살해된 원주민 여성의 정확한 수는 알 수 없다. 다만 추측하기로 1970년대부터 현재까지 적게는 1,000명, 많게는 4,000명 사이로 추산된다. 캐나다 정부는 원주민 운동가들의 요구에 따라 MMIW 문제에 관한 기금과 데이터베이스 마련 사업을 시작하여 2010년에 완료했다. 이에 따라 캐나다 원주민 여성 협회는 1960년대 이후 발생한 사건 582건을 수집했고, 그 중 39%가 2000년 이후에 발생했다. 하지만 원주민들은 그것보다 훨씬 더 많은 여성들이 실종되고 있다고 주장하며, 브리티시컬럼비아주의 상태가 가장 심각하다. 49명의 여성(1명을 제외하고 모두 원주민)이 살해된 눈물의 고속도로 연쇄살인사건도 MMIW의 일각에 불과하다.
2016년 9월, 쥐스탱 트뤼도 내각은 실종 및 살해된 원주민 여성에 관한 전국 조사를 설치했다.

## 같이 보기
- 젠더사이드
- 사라진 여성